# Гуанакасте (национальный парк, Коста-Рика)
Гуанакасте (исп. Parque nacional Guanacaste) — национальный парк в Коста-Рике.

## Описание
Национальный парк Гуанакасте расположен в одноимённой провинции Коста-Рики и занимает площадь в 320 км² (в некоторых источниках — 700 км²). Является частью природоохранной территории Гуанакасте. В парке находятся вулканы Ороси и Какао, вдоль западной границы проходит Панамериканское шоссе. С северо-запада граничит с другим национальным парком — Санта-Роса (Santa Rosa National Park).
В Гуанакасте обитают 140 видов млекопитающих, более 300 видов птиц, около 100 видов амфибий и рептилий, более 10 000 видов насекомых.
В парке расположены четыре биостанции, при этом одна из них, «Марица», открыта для посещения туристами. На скалах обнаружены сотни петроглифов, возрастом более 1500 лет.
Официальной датой основания парка считается 5 июня 1991 года, хотя фактически он уже существовал с 1989 года. Парк был создан по инициативе биолога-эколога Даниэля Янцена (Daniel H. Janzen), который указал на то, что на данной территории проходят важные сезонные миграционные пути животных из дождевого леса в сухой. Перепад высот в парке составляет от 200 до 1659 метров над уровнем моря.
С декабря 1999 года парк стал частью природоохранительной территории Гуанакасте, вошедшей в состав объектов Всемирного наследия ЮНЕСКО.